# پیرمرد (فیلم ۲۰۲۲)
پیرمرد (به انگلیسی: Old Man) یک فیلم ترسناک آمریکایی محصول سال ۲۰۲۲ به کارگردانی لاکی مک‌کی بر اساس فیلمنامه‌ای از جوئل ویچ با بازی استیون لانگ و مارک سنتر است.

## داستان
هنگامی که یک کوهنورد گمشده با پیرمردی بی‌نظم که در جنگل زندگی می‌کند برخورد می‌کند، هرگز نمی‌توانست کابوس پیش رو را تصور کند.

## تولید
فیلمبرداری در ۲۰ ژانویه ۲۰۲۱ آغاز شد و در ۱۰ مارس ۲۰۲۱ در نیوبورگ، نیویورک به پایان رسید.